# الفية (الشعر)

تعديل مصدري - تعديل

الفية محلة تابعة لقرية جرعان، التابعة لعزلة مقنع بمديرية الشعر إحدى مديريات محافظة إب في الجمهورية اليمنية.، بلغ تعداد سكانها 28 حسب تعداد اليمن لعام 2004.